# Stefano Moreyra
Stefano Nahuel Moreyra (Reconquista, 19 settembre 2001) è un calciatore argentino, centrocampista dell'Instituto (C) in prestito dal Colón (SF).

## Caratteristiche tecniche
È un centrocampista difensivo.

## Carriera
Moreyra è cresciuto nel settore giovanile del Colón (SF) ed ha debuttato in prima squadra il 1º maggio 2022 nell'incontro di Copa de la Liga Profesional perso 2-0 contro l'Arsenal Sarandí Nel dicembre dello stesso anno ha firmato il suo primo contratto professionistico.
Il 2 gennaio 2024 è stato ceduto in prestito con diritto di riscatto all'Instituto (C).

## Statistiche

### Presenze e reti nei club
Statistiche aggiornate al 2 aprile 2024.
| Stagione        | Squadra         | Campionato      | Campionato | Campionato | Coppe nazionali | Coppe nazionali | Coppe nazionali | Coppe continentali | Coppe continentali | Coppe continentali | Altre coppe | Altre coppe | Altre coppe | Totale | Totale | Totale |
| Stagione        | Squadra         | Comp            | Pres       | Reti       | Comp            | Pres            | Reti            | Comp               | Pres               | Reti               | Comp        | Pres        | Reti        | Pres   | Reti   |        |
| --------------- | --------------- | --------------- | ---------- | ---------- | --------------- | --------------- | --------------- | ------------------ | ------------------ | ------------------ | ----------- | ----------- | ----------- | ------ | ------ | ------ |
| 2022            | Colón (SF)      | PD              | 5          | 0          | CA+CdL          | 0+1             | 0               | CL                 | 0                  | 0                  |             | -           | -           | 6      | 0      |        |
| 2023            | Colón (SF)      | PD              | 11         | 0          | CA+CdL          | 3+11            | 0               |                    | -                  | -                  |             | -           | -           | 25     | 0      |        |
| 2024            | Instituto (C)   | PD              | 0          | 0          | CA+CdL          | 0+1             | 0               |                    | -                  | -                  |             | -           | -           | 1      | 0      |        |
| Totale carriera | Totale carriera | Totale carriera | 16         | 0          |                 | 16              | 0               |                    | 0                  | 0                  |             | -           | -           | 32     | 0      |        |